# Marcus Claudius Tacitus
Marcus Claudius Tacitus (ca. 200 – juni 276), var romersk kejser i årene 275 – 276.
- Wikimedia Commons har flere filer relateret til Marcus Claudius Tacitus